# Team Corratec–Vini Fantini
Team Corratec–Vini Fantini (UCI kód: COR) je italský cyklistický UCI ProTeam, jenž vznikl v roce 2022.
V prosinci 2022 UCI oznámila, že udělila týmu Team Corratec UCI ProTeam licenci pro sezónu 2023.

## Soupiska týmu
K 1. lednu 2024
- Matteo Amella (ITA) (* 26. října 2001)
- Davide Baldaccini (ITA) (* 22. května 1998)
- Niccolò Bonifazio (ITA) (* 29. října 1993)
- Kyrylo Carenko (UKR) (* 13. října 2000)
- Valerio Conti (ITA) (* 30. března 1993)
- Valentin Darbellay (SUI) (* 19. listopadu 1997)
- Antoine Debons (SUI) (* 17. února 1998)
- Alessandro Iacchi (ITA) (* 26. května 1999)
- Jakub Mareczko (ITA) (* 30. dubna 1994)
- Giulio Masotto (ITA) (* 14. května 1999)
- Alessandro Monaco (ITA) (* 4. února 1998)
- Marco Murgano (ITA) (* 29. března 1998)
- Simone Olivero (ITA) (* 29. dubna 2001)
- Mark Padun (UKR) (* 6. července 1996)
- Andrij Ponomar (UKR) (* 5. září 2002)
- Lorenzo Quartucci (ITA) (* 5. dubna 1999)
- Kristian Sbaragli (ITA) (* 8. května 1990)
- Mark Stewart (GBR) (* 25. srpna 1995)
- Jan Stöckli (SUI) (* 8. ledna 1999)
- Etienne van Empel (NED) (* 14. dubna 1994)
- Attilio Viviani (ITA) (* 18. října 1996)
- Samuele Zambelli (ITA) (* 2. dubna 1998)

## Vítězství na národních šampionátech
2022
 Srbská časovka, Dušan Rajović
 Srbský silniční závod, Dušan Rajović